# Hypsidoridae
Die Hypsidoridae sind eine ausgestorbene Familie aus der Ordnung der Welsartigen (Siluriformes) und die einzige Familie der Überfamilie Hypsidoroidea. Die Familie ist durch Funde zweier Arten aus den Schichten des mittleren Eozäns bekannt: Hypsidoris farsonensis aus Wyoming und Hypsidoris oregonensis aus Oregon.
Die Tiere weisen im Gegensatz zu allen heute lebenden Welsen außer den Primitivwelsen Zähne an einem gut entwickelten Oberkieferknochen auf. Sie weisen ein Supraoperculum über dem Kiemendeckel und sechs Infraorbitalknochen auf. Die Schwanzflosse hat 17 primäre Strahlen.